# Museu do Colono (Santa Leopoldina)
Museu do Colono é um museu em Santa Leopoldina, no Espírito Santo. Foi inaugurado em 18 de abril de 1969 e atualmente é administrado pela Secretaria de Cultura do Espírito Santo. O museu é um dos destaque do turismo do Espírito Santo.

## Acervo
O espaço expositivo principalmente reúne objetos e móveis do século XIX, como se recriassem a vida doméstica à época. O acervo possui mais de 600 itens, "destacando-se mobiliários, faianças de várias partes do mundo, opalinas, fotografias, instrumentos musicais, relógios antigos, cujo arranjo reflete os costumes de uma família bem aquinhoada do final do século XIX. A vida social também é representada museograficamente pela decoração e pelo mobiliário de uma casa. Foi o Dr. Luiz Holzmeister o responsável pela organização do Museu do Colono onde se encontram peças, que por si retratam o grau cultural dos imigrantes que aqui aportaram ... É um verdadeiro relicário da cultura imperante em Santa Leopoldina".
Hoje, grande parte desse acervo pode ser acessado digitalmente por meio da Midiateca Capixaba.

## História
O local foi construído em 1877 para ser residência da família austríaca Holzmeister, uma das primeiras a povoar Santa Leopoldina. Em 1969 o prédio foi adquirido pelo governo do Estado e tombado pelo Conselho Estadual de Cultura como patrimônio estadual. O primeiro nome do museu foi Museu do Imigrante, depois se tornou Museu do Colono.
O edifício passou por duas restaurações, em 1994 e 2006. Na primeira reforma, foi aberta a Galeria Alice Holzmeister, com exposições locais. Na segunda reforma, foi recuperada e modernizada a infraestrutura do imóvel.

## Importância
Num texto de 1991, José Luiz Holzmeister descreveu a importância do Museu do Colono: "O Espírito Santo é um estado de pouco museus. Aliás, o próprio Brasil é paupérrimo nesses espaços, onde são mostrados a arte, a cultura, a história, enfim, a memória de um povo. No interior do país, pouco se fala em museu. Bem ao contrário de outras nações, onde o forte é mostrar aos que as visitam o que ficou do passado, a memória de seu povo. ... No Espírito Santo, todavia, fugindo à rotina, pois uma cidade do seu interior, muito aquinhoada com as benesses do governo - ela deu toda a força hidráulica para duas hidroelétricas e não tem uma indústria - tem o seu museu de arte. Apesar de ser hoje quase uma cidade morta, daquelas que Monteiro Lobato fala no seu Urupês, Santa Leopoldina tem a glória de ter guardado a memória dos seus heróis, dos homens que deixaram as frias regiões europeias, aos pés dos Alpeninos, para vir plantar num distante país tropical uma nova cidade. É ali, bem perto de Vitória, a poucos quilômetros do centro nervoso, que se instala um risco museu memorialista do Brasil, hoje mantido pelo Departamento Estadual de Cultura".

## Tombamento
O casarão no qual se situa a instituição foi objeto de um tombamento de patrimônio cultural pelo Conselho Estadual de Cultura, de número 05, em 30 de julho de 1983, Inscr. nº 32 a 68, folhas 4v a 7v, e de número 08, de 1980, folhas 5 a 8. O processo de tombamento inclui quase quarenta imóveis históricos de Santa Leopoldina.
O tombamento desse casarão e outros bens culturais de Santa Leopoldina foi principalmente decorrente da resolução número 01 de 1983, em que foram aprovadas normas sobre o tombamento de bens de domínio privado, pertencentes a pessoas naturais ou jurídicas, inclusive ordens ou instituições religiosas, e de domínio público, pertencentes ao Estado e Municípios, no Espírito Santo. Nessa norma foi estabelecido que, entre outros pontos:
- "O tombamento de bens se inicia por deliberação do CEC “ex-offício”, ou por provocação do proprietário ou de qualquer pessoa, natural ou jurídica, e será precedido, obrigatoriamente, de processo", ponto 3;
- "Em se tratando de bem(s) pertencente(s) a particular(es), cujo tombamento tenha caráter compulsório, e aprovado o tombamento, o Presidente do CEC expedirá a notificação de que trata o artigo 5°. I do Decreto n° 636-N, de 28.02.75, ao interessado que terá o prazo de 15(quinze) dias, a contar do seu recebimento, para anuir ou impugnar o tombamento", ponto 12.[5]

As resoluções tiveram como motivador a preservação histórico-cultural de Santa Leopoldina contra a especulação imobiliária, que levou à destruição de bens culturais à época.
A justificativa de tombamento do casarão foi: "O Museu do Colono é a antiga residência e comércio da família de imigrantes austríacos Holzmeister. Refletia a importância do antigo Porto de Santa Leopoldina".
Lê-se no portal IPatrimônio, que agrega informações sobre bens culturais protegidos no Brasil: "O casarão foi construído e mobiliado no fim do século XIX  conta com acervo composto por aproximadamente 600 peças que pertenceram à família Holzmeister e outras que foram doadas pela comunidade, dentre elas cristais, porcelanas e opalinas. O imóvel consistia em um armazém e comércio no primeiro andar, e a casa da família no andar de cima, hoje sendo o museu casa em cima, e recepção e galeria Alice Holzmeister em baixo; o assoalho, afresco, estrutura, etc., permaneceram os mesmos da época, sendo apenas restaurados. Na casa residiu a família Holzmeister de 1877 a 1969, quando o Dr. Luiz Holzmeister Júnior vendeu a casa para o estado, a fim de transformar o ambiente em um espaço público e cultural, e assim foi feito. O imóvel sofreu algumas modificações ao longo dos anos com a finalidade de receber o público, e esse é um pouco do nosso espaço. Inaugurado como museu em , sendo adquirido pelo Governo do Estado, juntamente com o mobiliário e tombado como patrimônio cultural pelo Conselho Estadual de Cultura pela Resolução nº. 05, de 30 de julho de 1983".

## Ligações Externas
- Repositório Digital do Museu do Colono